# Бретт Гансен-Дент
Бретт Гансен-Дент (англ. Brett Hansen-Dent; нар. 2 липня 1972) — колишній американський тенісист.
Найвищу одиночну позицію світового рейтингу — 326 місце досяг 24 червня 1996, парну — 92 місце — 4 листопада 1996 року.
Найвищим досягненням на турнірах Великого шолома було 2 коло в парному розряді.

## Фінали турнірів ATP за кар'єру

### Парний розряд: 1 (0–1)
| Результат | W/L | Дата     | Турнір             | Покриття | Партнер     | Суперники                  | Рахунок  |
| --------- | --- | -------- | ------------------ | -------- | ----------- | -------------------------- | -------- |
| Поразка   | 0–1 | Тра 1996 | Корал-Спрінгс, США | Ґрунт    | Іван Бейрон | Тодд Вудбрідж Марк Вудфорд | 3–6, 3–6 |

## Титули на челленджерах

### Парний розряд: (3)
| Ранг | Рік  | Турнір                 | Покриття | Партнер         | Суперники                          | Рахунок  |
| ---- | ---- | ---------------------- | -------- | --------------- | ---------------------------------- | -------- |
| 1.   | 1996 | Індіан-Веллс, США      | Тверде   | Браян Макфі     | Джейсон Столтенберг Петер Трамаккі | 6–3, 6–4 |
| 2.   | 1996 | Калі (місто), Колумбія | Ґрунт    | Т. Дж. Міддлтон | Лукас Арнольд Кер Патрісіо Арнольд | 6–4, 6–3 |
| 3.   | 1996 | Богота, Колумбія       | Ґрунт    | Т. Дж. Міддлтон | Леонардо Лаваль Оскар Ортіс        | 6–4, 6–3 |